# Schlacht von Panormus
Agrigent – Mylae – Liparische Inseln – Sulci – Tyndaris – Kap Ecnomus – Aspis – Adys – Tunes – Kap Bon – Panormus – Drepana I – Drepana II – Ägatische Inseln
Die Schlacht von Panormus, dem heutigen Palermo fand im Sommer des Jahres 251 v. Chr. während des Ersten Punischen Krieges zwischen den Karthagern und den Römern statt. Die Römer konnten die Schlacht für sich entscheiden.

## Vorgeschichte
Nachdem die Römer sich 254 v. Chr. in den Besitz des wichtigen Hafens von Panormos gesetzt hatten, entschloss sich der karthagische Feldherr Hasdrubal, die Stadt durch einen Vorstoß von seinem Stützpunkt Drepanum an Siziliens Westspitze aus zurückzuerobern.

## Die Schlacht
Dabei setzte er vor allem auf die Kriegselefanten, die sich bei den Kämpfen in Afrika als so erfolgreich erwiesen hatten. Die Römer wurden von ihrem Konsul Lucius Caecilius Metellus befehligt. Dieser nutzte vor allem die Tatsache aus, dass es im Vorfeld der Stadt Panormus zahlreiche Gräben gab, die von den Römern dicht an den Mauern angelegt worden waren. In diese Gräben stürzten während der Schlacht zahlreiche Elefanten, die an der Spitze des karthagischen Heeres marschierten. Insgesamt konnten die Römer 120 dieser Tiere gefangen nehmen, die anderen wurden durch einen Hagel von Wurfgeschossen zurückgetrieben und trugen Verwirrung in die eigenen Reihen. Die karthagischen Truppen konnten überwältigt werden, angeblich verloren die Karthager 20000 von 30000 Söldnern.

## Folgen
Hasdrubal flüchtete mit den überlebenden Karthagern zu den bereitstehenden Schiffen, auf denen er sich zurückzog. In Karthago war es Sitte, einen unterlegenen General hinzurichten, darum musste Hasdrubal seine Heimatstadt Karthago für immer verlassen. Panormus blieb auf römischer Seite, auch dem Nachfolger Hasdrubals gelang es nicht, diese Stadt zurückzuerobern.